# Tahara

Tahara (田原市 Tahara-shi?) este un municipiu din Japonia, prefectura Aichi.(愛知県)